# Großsteingrab Belau
Das Großsteingrab Belau ist eine megalithische Grabanlage der jungsteinzeitlichen Trichterbecherkultur bei Belau im Kreis Plön in Schleswig-Holstein. Das Grab trägt die Sprockhoff-Nummer 228. Es wurde Anfang des 20. Jahrhunderts von Friedrich Knorr archäologisch untersucht.

## Lage
Die Lage des Grabes wurde von Ernst Sprockhoff nicht genauer angegeben. Wahrscheinlich ist es identisch mit einem Rundhügel östlich von Belau. 2,6 km südsüdöstlich lag das zerstörte Großsteingrab Schmalensee.

## Beschreibung
Die Anlage besitzt eine nordwest-südöstlich orientierte Grabkammer. Es handelt sich um einen Großdolmen mit einer Länge von 2,3 m und einer Breite von 0,95 m. Es sind drei Wandsteinpaare an den Langseiten, zwei Abschlusssteine an der nordwestlichen sowie ein Schwellenstein und eine Verschlussplatte an der südöstlichen Schmalseite erhalten. Alle drei Decksteine liegen noch auf den Wandsteinen auf. Vor der Südostseite befindet sich ein kurzer Gang aus einem Wandsteinpaar. Sofern die Gleichsetzung mit dem Rundhügel richtig ist, ist die Kammer vollständig in der Hügelschüttung verborgen.